# Present (Band)
Present ist eine belgische Avantgarde-Rock-Gruppe, die 1979 von Roger Trigaux (* 26. Oktober 1951; † 10. März 2021) gegründet wurde.

## Geschichte
Roger Trigaux und Daniel Denis waren Gründungsmitglieder von Univers Zéro und wirkten an deren ersten beiden Alben mit. Nach Heresie (1979) verließ Trigaux Univers Zéro, um seine Kompositionen mit der neuen Band Present zu verwirklichen. Bei den frühen Aufnahmen von Present wirkte außer Daniel Denis auch Univers-Zéro-Mitglied Christian Genet mit. Present lösten sich 1985 nach Le poison qui rend fou auf und formierten sich acht Jahre später neu. Zur neuen Besetzung gehörte Rogers Sohn Réginald Trigaux (Gitarre), das Univers-Zéro-Mitglied Guy Segers (Bass) und der Schlagzeuger Dave Kerman von 5uu’s, U-Totem, Motor Totemist Guild und Thinking Plague.
Seit Mitte der 1990er-Jahre spielen Present gelegentlich bei der FreakShow Würzburg. Die CD LIVE! wurde dort im Dezember 1995 aufgenommen. Im April 2007 spielten Present zwei Abende beim Rock-in-Opposition-Festival in Le Garric, Frankreich (Cap Découverte/Maison de la Musique), wobei sie an einem Abend ein Konzert gaben für zwei Pianos und Perkussion. Als zweiter Pianist wurde Ward de Vleeschhouwer eingeladen, der zeitweise bei Aranis spielte; die übrigen Present-Mitglieder spielten Perkussion. Réginald und ein weiteres Mitglied sprachen zur Musik. Die beiden Stücke Souls for Sale und Vertiges erschienen 2009 auf der CD/DVD Barbaro (ma non troppo) als Videoclips. Im September 2009 spielten Present zusammen mit Univers Zéro ein Konzert in Frankreich, das wieder im Rahmen des Rock-In-Opposition-Festivals stattfand. Es war das erste Mal, dass beide Bands zusammen als großes Orchester auf der Bühne standen. Die Stücke stammten aus dem Univers-Zéro-Album Heresie und dem Present-Album Triskaidekaphobie, die gemeinsam von Roger Trigaux und Daniel Denis komponiert wurden. Im September 2011 gab es einen Zusammenschluss der belgischen Gruppen Present, Univers Zéro und Aranis zu einer 17-köpfigen Band namens Once Upon a Time in Belgium beim Rock-in-Opposition-Festival.
Roger Trigaux litt ab 2009 an einer Krankheit, die seine Motorik stark beeinträchtigte. Das hatte zur Folge, dass er auf einen Rollstuhl angewiesen war und kaum noch in der Lage war, Gitarre zu spielen. Er verlegte sich auf das  Dirigieren und spielte hauptsächlich Keyboard. Er und Réginald komponierten weiterhin Stücke für Present. Seit 2005 war Perre Chevalier verantwortlich für das Arrangieren der Proben, Auftritte und weitere organisatorische Abläufe. Er schrieb auch Kompositionen für die Band. Auf dem RIO Festival 2015, in Carmaux, spielte Liesbeth Lambrecht von Aranis erstmals mit Present. Réginald verließ einige Zeit später die Band und wurde 2019 durch den Gitarristen François Mignot ersetzt.
Present starteten 2019 ein Crowdfunding, um ein neues Album zu finanzieren, auf dem sich 3 Stücke befinden werden, die alle von Roger komponiert wurden. Bedingt durch die SARS-CoV-2 Pandemie kam es diesbezüglich zu Verzögerungen zu den Sessions.
Roger Trigaux starb am 10. März 2021 in einem Krankenhaus in Brüssel.

## Diskografie
- 1980: Triskaidekaphobie (Atem)
- 1985: Le poison qui rend fou (Cuneiform Records)
- 1993: C.O.D Performance (Lowlands)
- 1996: Live! (Cuneiform Records)
- 1998: Certitudes (Cuneiform Records)
- 1999: No 6 (Carbon 7 Records)
- 2001: High Infidelity (Carbon 7 Records)
- 2005: A Great Inhumane Adventure (Cuneiform Records)
- 2009: Barbaro (ma non troppo) (Ad Hoc Records)
- 2024: this is NOT the end (Cuneiform Records)